# Adenophora grandiflora
Adenophora grandiflora là loài thực vật có hoa trong họ Hoa chuông. Loài này được Takenoshin Nakai mô tả khoa học đầu tiên năm 1909.